# 光洋シーリングテクノサッカー部
光洋シーリングテクノサッカー部（こうようシーリングテクノサッカーぶ、Koyo Sealing Techno Soccer Club）は、徳島県板野郡藍住町を本拠地として活動していた社会人サッカークラブ（実業団）。

## クラブ概要
1993年に光洋シカゴ・ローハイドサッカー部として創部し、徳島県サッカー協会に加盟、徳島県サッカーリーグに参戦する。
1999年6月に「光洋シカゴ・ローハイド株式会社」が「光洋シーリングテクノ株式会社」に商号変更したことに伴い、2000年、クラブ名を光洋シーリングテクノサッカー部に改称した。
2006年に徳島県リーグ1部で12位となり、県リーグ2部へ降格したが、2010年に県リーグ2部2位となり、5年ぶりに県リーグ1部へ復帰する。しかし1部の壁は厚く、2011年から2012年の2年間で稼いだ勝点はわずかに「13」と苦しい戦いを強いられ、2年で県リーグ2部へ降格となる。
2014年に県リーグ2部で優勝し1部に返り咲くと、2016年には県リーグ1部を無敗で優勝し、四国リーグチャレンジチーム決定戦に進出。ここで高知県代表のロッサライズKFCに勝利し、四国サッカーリーグ昇格を果たす。
四国リーグ昇格初年度となった2017年はわずか1勝と苦戦し最下位であった。しかしこの年から規定が変更され、最下位になっても県リーグへの自動降格とはならず、四国リーグチャレンジチーム決定戦優勝チームとの入替戦となったこともあり、入替戦でイエローモンキーズに2戦合計8-5で勝利し残留。
2018年は14試合でわずか8得点に終わり2年連続最下位となったが、入替戦では中村クラブに2戦合計0-0で引き分け、規定により再び残留を決める。
2019年も4試合で二桁失点を喫する苦しい戦いで3年連続最下位となったが、高知ユナイテッドSCのJFL昇格に伴い、入替戦を経ることなく残留を果たす。
2020年は新型コロナウイルスの影響により後期リーグ戦のみ開催。FC柳町に勝ち点で並ぶも得失点差で及ばず4年連続最下位。レギュレーション変更により降格無しとなったため残留。
2021年、一身上の都合によりリーグ戦参加辞退を発表していたが、2月にチーム解散が発表された。

## 歴史
- 1993年 光洋シカゴ・ローハイドサッカー部として創部[1]。
- 2000年 1999年に「光洋シカゴ・ローハイド」が「光洋シーリングテクノ」に社名変更したことに伴い、光洋シーリングテクノサッカー部に改称。
- 2006年 徳島県サッカーリーグ1部12位、2部降格[3]。
- 2010年 徳島県リーグ2部2位、1部昇格[4]。
- 2012年 徳島県リーグ1部12位、2部降格[5]。
- 2014年 徳島県リーグ2部優勝、1部昇格[6]。
- 2016年
  - 徳島県リーグ1部優勝。四国リーグチャレンジチーム決定戦進出[7]。
  - 四国リーグチャレンジチーム決定戦1回戦勝利。四国サッカーリーグ初昇格[9][注釈 1]。
- 2017年 四国リーグ8位。入替戦でイエローモンキーズに勝利し残留。
- 2018年 四国リーグ8位。入替戦では中村クラブに引き分け、規定により残留。
- 2021年
  - 1月、四国リーグ参加辞退を発表[10]。
  - 2月、解散を発表[11]。

## クラブ成績
| 年度 | 所属      | 順位 | 勝点 | 試合 | 勝 | 分 | 敗 | 得 | 失 | 差  |
| 2003 | 徳島県1部 | 9位  | 12   | 11   |    |    |    |    |    | -4  |
| 2004 | 徳島県1部 | 10位 | 11   | 11   |    |    |    |    |    | -18 |
| 2005 | 徳島県1部 | 11位 | 4    | 11   |    |    |    |    |    | -27 |
| 2006 | 徳島県1部 | 12位 | 5    | 11   | 1  | 2  | 8  | 13 | 34 | -21 |
| 2007 | 徳島県2部 |      |      |      |    |    |    |    |    |     |
| 2008 | 徳島県2部 |      |      |      |    |    |    |    |    |     |
| 2009 | 徳島県2部 | 4位  | 25   | 13   | 8  | 1  | 4  | 29 | 15 | 14  |
| 2010 | 徳島県2部 | 2位  | 28   | 13   | 9  | 1  | 3  | 30 | 18 | 12  |
| 2011 | 徳島県1部 | 10位 | 9    | 11   | 3  | 0  | 8  | 12 | 27 | -15 |
| 2012 | 徳島県1部 | 12位 | 4    | 11   | 1  | 1  | 9  | 5  | 26 | -21 |
| 2013 | 徳島県2部 | 4位  | 24   | 12   | 8  | 0  | 4  | 34 | 17 | 17  |
| 2014 | 徳島県2部 | 優勝 | 27   | 12   | 8  | 3  | 1  | 35 | 13 | 22  |
| 2015 | 徳島県1部 | 4位  | 19   | 10   | 6  | 1  | 3  | 28 | 17 | 11  |
| 2016 | 徳島県1部 | 優勝 | 31   | 11   | 10 | 1  | 0  | 67 | 23 | 44  |
| 2017 | 四国      | 8位  | 4    | 14   | 1  | 1  | 12 | 20 | 74 | -54 |
| 2018 | 四国      | 8位  | 4    | 14   | 1  | 1  | 12 | 8  | 84 | -76 |
| 2019 | 四国      | 8位  | 4    | 14   | 1  | 1  | 12 | 11 | 95 | -84 |
| 2020 | 四国      | 8位  | 4    | 7    | 1  | 1  | 5  | 11 | 29 | -18 |

## タイトル

### リーグ戦
- 徳島県サッカーリーグ1部：1回

## ユニフォーム

### チームカラー
- ターコイズブルー

### ユニフォームサプライヤー
- - 2015年：adidas
- 2016年：SRYEV
- 2017年 - 2020年：umbro

### 歴代ユニフォームスポンサー年表
| 年度 | 胸                  | 鎖骨   | 背中上部    | 背中下部 | 袖                 | パンツ前面 | パンツ背面 | サプライヤー |
| 2016 | Koyo Sealing Techno | 解禁前 | -           | -        | -                  | -          | 解禁前     | SRYEV        |
| 2017 | Koyo                | 解禁前 | -/ 渡辺塗料 | -/ JTEKT | JTEKT Koyo\|TOYODA | -          | 解禁前     | umbro        |
| 2018 | Koyo                | -      | 渡辺塗料    | JTEKT    | JTEKT Koyo\|TOYODA | -          | 解禁前     | umbro        |
| 2019 | Koyo                | -      | 渡辺塗料    | JTEKT    | JTEKT Koyo\|TOYODA | -          | 解禁前     | umbro        |
| 2020 | Koyo                | -      | 渡辺塗料    | JTEKT    | JTEKT Koyo\|TOYODA | -          | -          | umbro        |